# Райс Геммелл
Райс Геммелл (англ. Rice Gemmell; 1 січня 1896 — 0 грудня 2000) — колишній австралійський тенісист.
Перемагав на турнірах Великого шолома в одиночному та парному розрядах.

## Фінали турнірів Великого шолома

### Одиночний розряд (1)

#### Перемога (1)
| Рік  | Турнір                | Покриття | Суперник у фіналі | Рахунок у фіналі |
| 1921 | Чемпіонат Австралазії | Трава    | Алф Гедеман       | 7–5, 6–1, 6–4    |

### Парний розряд (1)

#### Перемога (1)
| Рік  | Турнір                | Покриття | Партнер     | Суперники у фіналі      | Рахунок у фіналі |
| 1921 | Чемпіонат Австралазії | Трава    | Стенлі Їтон | Н. Брірлі Едвард Стоукс | 7–5, 6–3, 6–3    |